# Pedro Pichardo
Pedro Pablo Pichardo Peralta (født 30. juni 1993) er en cubanskfødt portugisisk trespringer. 
Han repræsenterede Portugal og tog guld i trespring under sommer-OL 2020 i Tokyo.